# Vaya Semanita
Vaya Semanita va ser un programa humorístic de televisió produït per Pausoka i emès en la segona cadena d'Euskal Telebista, ETB 2 que va ser estrenat el setembre de 2003.
Durant la seua trajectòria, ha estat un programa d'èxit que lidera les audiències basques. No obstant això, s'ha fet també popular a tot Espanya gràcies a les contínues mencions en programes de zàping i vídeos enviats a través de correus electrònics.
El 2005 els productors van vendre els seus drets d'autor a Telecinco perquè aquests crearen la seua pròpia versió anomenada Agitación + IVA. A finals de 2009, es va estrenar en Cuatro una altra versió del programa, "Vaya Tropa".
El programa també va ser emetre a tot Espanya en Paramount Comedy, Veo7 i alguns canals de Mediaset, però en aquestes cadenes només es van emetre Sketches, mentre que en ETB van oferta també les notícies, promos, entrevistes i temes de l'actualitat.

## Característiques
És un programa setmanal de sketches d'humor variats. Solen tractar sobre la vida al País Basc, però molts dels seus temes són universals. Tracta temes com les relacions de parella, la política, les relacions entre amics, la mort, l'especulació urbanística, el treball...
La clau del programa és la despreocupació i la insolència, burlant-se de tota classe de tòpics i tabús sobre el País Basc -fins i tot tracten temes relacionats amb la banda Euskadi Ta Askatasuna.
La imparcialitat en temes polítics, és una de les claus del seu èxit. El programa rep crítiques i elogis de qualsevol sector (fins i tot de la premsa francesa).
Durant les primeres temporades els sketches més recurrents eren "els Sántxez" i "El Pelanas", junt amb la inoblidable "Cuadrilla". Més tard, quan alguns dels actors van abandonar Vaya Semanita, es van fer coneguts sketchos com Els contes de l'aitite Arzalluz, La bíblia explicada als bascos i Els jubilats de la tanca. També es feien recurrents els acudits sobre l'autopista AP-8 i el caràcter monopolitzant de Dmitri Piterman. Però en la quarta temporada hi van aparèixer nous espais com Javier Clemente Presenta (espai on apareix personificat l'entrenador Javier Clemente contant històries basades en pel·lícules), Euskolegas (paròdia de la sèrie Friends que va passar a ser un programa derivat), Euskaltegi i Els Batasunnis, espai protagonitzat per titelles abertzales.
Cada setmana hi ha un convidat que col·labora en els seus vídeos. Alguns són coneguts personatges de la política basca. El fet que acudeixen personatges de qualsevol signe polític evidencia l'èxit del programa, des de Fernando Savater fins a Arnaldo Otegi. També hi van personatges del cinema, la televisió i esportistes.
El programa utilitza noms estàndard per als seus personatges, en gairebé tots els sketxos els homes s'anomenen Antxon Urrutia i totes les dones Maite, una localització molt utilitzada a les primeres temporades era el poble d'Amoroto (Situat a Biscaia).

## Actors
A partir de la tercera temporada el programa va sofrir un canvi total, ja que la majoria dels actors se'n van anar a realitzar el programa de TVE 1 "Made in China", espai que no va funcionar i que va obligar els seus components a traslladar-se en altres programes. Óscar Terol ara treballa en antena 3. Dirigirà un programa de sketchs anomenat "The Barz", Alejandro Teixiria col·labora amb Santiago Segura en LaSexta amb el programa: Sabias a lo que venías, Gorka Otxoa treballa la sèrie "Cuestión de sexo" de Cuatro i Santi Ugalde participa en les sèries "Que vida más triste" de La Sexta, on interpreta el pare de Borja.

### Primera i segona temporada
- Óscar Terol
- Nerea Garmendia
- Iñigo Agirre
- Alejandro Tejería
- Andoni Agirregomezkorta
- Gorka Otxoa
- Elisa Lledó
- Julian Azkarate
- Maribel Sales
- Santi Ugalde
- Kike Biguri

### Temporades 3-7
- Andoni Agirregomezkorta
- Iker Galartza
- Javier Antón
- Itziar Lazkano
- Laura de la Calle
- Manuel Elizondo
- Diego Pérez
- Ramón Merlo
- Susana Soleto
- Julián Azkarate
- Carlos Urbina
- Ángela Moreno
- Elisa Lledó
- Antonio Salazar
- Raúl Poveda
- Itziar Atienza
- Pablo Salaberri
- Mónica Monferrer
- Lander Otaola
- Leire Ruiz

## Espais del programa
- Los Sántxez (Temporades 1-2): les peripècies d'una família resident en Bilbao. Malgrat ser naturals de Salamanca els fills del matrimoni format per Pepe i Mari han abraçat el nacionalisme basc per diferents vies: Patxi és membre de l'ertzaintza i Antxón és abertzale.
- La Cuadrilla (Temporades 1-2): un grup de chiquiteros viu les aventures més surrealistes que es puguen imaginar; la majoria d'elles acaba amb la mort d'un d'ells.
- La Biblia contada a los vascos (Temporada 3): les històries bíbliques de sempre protagonitzades per bascs i versionades a aquest estil. Per exemple l'edèn passa a ser anomenat "edèn euskériko".
- Los Jubilados de la Valla (Temporada 3): Karmelo i Inaxio són dos pensionistes que no es conformen a criticar només el treball dels obrers; el seu descontentament inclou totes les professions.
- Cámara Vasca Café (Temporada 3): paròdia del programa televisiu Camera Café, ambientada en el parlament basc i protagonitzada per sis representants dels diferents grups polítics que el componen.
- En la cama con Dimitri (Temporada 3): l'expresident del Deportivo Alavés dona els seus propis consells sobre sexe.
- Los cuentos del aitite Arzalluz(Temporada 4): els contes de tota la vida narrats per l'Antic líder del PNB.
- Euskolegas (Temporades 4-5): tres nois de les diferents capitals basques i una noia de Navarresa comparteixen pis i una infinitat de situacions atípiques. D'aquesta mini-sèrie s'ha emès un spin-off.
- Los Batasunnis (Temporades 4-6): sàtira sobre el món de l'esquerra abertzale que té per protagonistes a dos titelles, paròdia de Los Lunnis.
- Javier Clemente presenta... (Temporades 5-): el conegut entrenador dona la seva pròpia versió de diferents títols cinematogràfics a l'estil d'Alfred Hitchcock.
- Euskaltegi (Temporada 5): un grup de personatges variats assisteix a classes per aprendre basc per diverses raons. Entre elles: L'admiració per l'Euskara, el voler aconseguir una millor plaça en el partit polític o com a professor.
- Los Buscapisos (Temporada 5): Una parella de nuvis busca desesperadament un lloc on viure.
- Los hombres del Farias (Temporades 5-6): quatre estereotips de la masculinitat s'enfronten a un món dominat per metrosexuals.
- El Jonan (Temporada 5- ...) Jonan i el seu amic Txori són dos nois festers de Barakaldo que tenen diverses aventures entorn dels cotxes tunejats i música tecno.
- Antxón y Maite (Temporada 6-...): aventures quotidianes de dos joves que decideixen anar-se a viure junts.
- Urrutia S.L. (Temporada 6): membres d'una peculiar empresa viuen la incertesa de veure aquesta ser absorbida per una multinacional de Madrid.
- El txoko del miedo (Temporada 6): paròdia de Cuarto Milenio, en la qual el periodista Iker Jiménez presenta situacions quotidianes en forma d'històries de terror.
- Los Urrutia (Temporada 7-...): un pare de família relata als seus fills les vivències dels seus avantpassats medievals en una societat no gaire diferent a l'actual.
- Euskera en 1000 palabras (Temporada 7-...): curs bàsic que permet comprendre de millor manera algunes paraules en "basc" i el seu ús en la vida cotidiana.
Exemple: Robatori (en basc: OTA) o Nyap (en basc: Calatrava).

## Premis
- Premis ATV 2004 i 2007, millor programa d'entreteniment autonòmic.
- Premis Iparraguirre-Eusko kultura 2005, millor programa de televisió.
- Premis Ondas 2006, millor programa de televisió.